# Negatív energia
A fizikában a negatív energia a nullánál kisebb energiát jelent. Az anyagnak pozitív, a gravitációnak negatív energiája van, és e kettő számos kozmológiai modellben kiolthatja egymást. A kvantumelmélet megenged egy másfajta negatív energiát is, amely a Casimir- és egyéb effektusokban jelenik meg. A negatív energia féreglyuk alapjául szolgálhat, alkalmas annak létrehozására és fenntartására.